# Державне міністерство з питань євроатлантичної інтеграції (Грузія)
Державне міністерство з питань євроатлантичної інтеграції — колишній орган виконавчої влади, міністерство уряду Грузії, що відповідав за координацію та моніторинг діяльності, що здійснюється на шляху до інтеграції країни з ЄС і НАТО.

## Історія
Міністерство було створено 17 лютого 2004 року після вступу Грузії до Європейської політики сусідства (ЄПС) з метою забезпечення належної координації діяльності та заходів, що вживаються державними структурами держав-членів у процесі європейської інтеграції, та якнайкращої реалізації партнерства та співробітництва з Програмою ЄС у Грузії. Після 26 квітня 2006 року державний міністр з питань євроатлантичної інтеграції став також віцепрем'єр-міністром Грузії. 
Міністерство існувало до 2017 року. Відповідно до Закону Грузії «Про внесення змін до Закону Грузії» (7 грудня 2017 року № 1620), Державне міністерство з питань євроатлантичної інтеграції приєдналося до Міністерства закордонних справ.

## Функції
Основними функціями міністерства були:
- координація діяльності, що пов'язана з інтеграцією до НАТО
  - розробка і контроль реалізації Річної національної програми
  - співробітництво з НАТО в межах спільних програм
- інформування держав-членів НАТО про події, що відбуваються у Грузії
- сприяння НАТО.